# Ōtani Yoshitsugu
Ōtani Yoshitsugu (大谷 吉継?; 1558/1565 – 21 ottobre 1600) è stato un daimyō giapponese del periodo Sengoku.  Era anche conosciuto con il suo titolo di corte, Gyōbu-shōyū (刑部少輔?). Nacque nel 1558, anche se alcune fonti riportano 1565, suo padre era un servitore di Ōtomo Sōrin o di Rokkaku Yoshikata e divenne uno dei più importanti generali di Toyotomi Hideyoshi. Partecipò alla battaglia di Shizugatake, alla campagna di Kyūshū, all'assedio di Odawara e alle invasioni giapponesi della Corea (1592-1598) dove divenne uno dei tre comandanti in capo delle armate giapponesi assieme a Mashita Nagamori e Ishida Mitsunari. Durante la battaglia di Sekigahara fu uno dei principali generali delle armate occidentali.

## Biografia
Ōtani Yoshitsugu è ben noto in Giappone per due aspetti principali: la lebbra e il suo concetto di amicizia. Yoshitsugu era un uomo che metteva l'amicizia prima di tutto (anche se ovviamente una questione così soggettiva è difficile da determinare oggi), e potrebbe essere stato durante le invasioni Coreane che Ishida e Yoshitsugu, combattendo assieme, cementarono la loro leggendaria amicizia. Si racconta anche un aneddoto riguardo a questa amicizia: si stava tenendo una cerimonia del tè segreta e tutti gli invitati si stavano passando una tazza di tè. A Yoshitsugu, all'epoca sofferente di lebbra, mentre beveva il tè cadde del pus dalla sua faccia nella tazza. Yoshitsugu lo scoprì, ma troppo tardi: la coppa aveva già fatto il giro. Le persone che bevvero dalla tazza ebbero tutte espressioni inorridite, ma quando fu il turno di Ishida, bevette tutto il resto del tè senza preoccuparsene. Yoshitsugu rimase sbalordito: "Questo Mitsunari è un uomo straordinario!"
Mentre l'incidente della cerimonia del tè è stato riportato da persone realmente vive durante il periodo di tempo (tra cui Kamiya Sōtan e Tsuda Sōgyū), l'argomento della loro vera amicizia è oggetto di speculazioni. Per essere più precisi, la stessa storia di Yoshitsugu viene da alcuni vista con scetticismo. Le storie del periodo Edo valuteranno Yoshitsugu come un servitore onorevole e di talento fin dalla sua giovinezza, ma nulla nei registri storici offre dettagli a sostegno di queste affermazioni. Si dice che suo padre fosse Ōtani Yoshifusa (servitore di Hideyoshi) o Ōtani Moriharu (un vassallo del clan Ōtomo) poiché entrambi condividevano lo stesso nome di famiglia. Entrambi gli uomini hanno origine sconosciuta e si trovano poche informazioni su queste persone. Si dice spesso che sia nato nella provincia di Ōmi; sua madre era una delle cameriere di Kōdai-In (moglie di Hideyoshi) e forse per questo Yoshitsugu divenne favorito da Hideyoshi. Tuttavia, se si crede che suo padre fosse Moriharu, questo cambia completamente la sua storia poiché potrebbe essere anche Yoshitsugu si fosse unito a Hideyoshi dopo essere uscito dalla famiglia Ōtomo verso i trent'anni. Poiché si sa poco sul clan Ōtani per verificare completamente le storie, il primo incontro di Yoshitsugu con Hideyoshi rimane un mistero.
Prima della battaglia di Sekigahara si raccontava che Yoshitsugu avesse ripetutamente cercato di persuadere Mitsunari della futilità delle sue azioni. Tuttavia vedendo la fermezza delle convinzioni del suo amico Yoshitsugu si unì alla sua causa dopo averci pensato per diversi giorni. A quel tempo, la salute di Yoshitsugu stava peggiorando, rendendolo anche quasi cieco ed impossibilitato ad alzarsi in piedi. Fu condotto sul campo di battaglia con una portantina.
Yoshitsugu era alla testa di circa 600 uomini, supportato da altri 4.000 circa guidati da Toda Shigemasa, Hiratsuka Tamehiro, Ōtani Yoshikatsu e Kinoshita Yoritsugu (Yoshikatsu e Yoritsugu erano suoi figli). Mentre la battaglia infuriava, Kobayakawa Hideaki, che si trovava sopra Yoshitsugu sul Monte Matsuo, non si mosse, nonostante le ripetute chiamate di Ishida Mitsunari. Yoshitsugu sospettò qualcosa e quindi chiese alle sue truppe di posizionarsi in modo da prepararsi a un possibile attacco sui loro fianchi. La sua intuizione era giusta, e dopo esser stato stuzzicato da Ieyasu per prendere una decisione, Hideaki e le sue truppe si precipitarono giù per la montagna verso la posizione di Yoshitsugu. Questo movimento fu immediatamente seguito da Akaza Naoyasu, Ogawa Suketada, Kutsuki Mototsuna e Wakizaka Yasuharu, per un totale di oltre 20.000 uomini.
Le truppe di Yoshitsugu combatterono con coraggio, e a un certo punto respinsero persino le truppe di Kobayakawa fino a metà della montagna, ma alla fine i numeri soverchianti di Hideaki ebbero la meglio. Mentre ciò accadeva, Yoshitsugu, incapace di vedere, ripetutamente chiedeva a uno dei suoi servitori, Yuasa Gosuke, "È tutto perduto?" Quando quest'ultimo alla fine rispose affermativamente, Yoshitsugu gli chiese di tagliargli la testa. Fu poi decapitato dal suo servitore, che commise anch'esso seppuku.
Ōtani Yoshitsugu nel tempo è stato protagonista di poesie, racconti e rappresentazioni come eroico e talentuoso amico di Ishida Mitsunari sin dall'inizio del periodo Edo. Si dice che siano stati buoni amici sin dai primi anni di lavoro con Toyotomi Hideyoshi, ognuno rispettando il giudizio e il carattere dell'altro. 
Le varie parti sconosciute della sua vita creano un gap di venti o trent'anni pieno di storie e voci dell'epoca non verificabili. Tra quelli messi in discussione ci sono i suoi legami con Mitsunari, dal momento che le leggende dichiareranno che si conoscevano da quando stavano servendo sotto Hideyoshi nella loro giovinezza. Storie comuni affermano che Yoshitsugu aveva solo un anno più di Mitsunari, ma secondo alcuni in realtà era molto più vecchio o più giovane del suo amico a causa dei resoconti misti delle sue radici. La sua vera età rimane ad oggi un mistero. Secondo altre teorie Yoshitsugu era morto a causa della sua malattia dopo un anno da quando l'aveva contratta e che lo Yoshitsugu di Sekigahara era in realtà un Hideyoshi pesantemente indebolito e travestito. Sebbene sia un concetto interessante, bisognerebbe dimostrare che Hideyoshi sopravvisse in qualche modo dopo la presunta data di morte. In ogni caso, le speculazioni sulla vita di Yoshitsugu continuano ancora oggi.
Non è accreditato con una moglie ufficiale, ma presumibilmente ebbe tre figli e una figlia. Il suo secondo figlio morì con lui a Sekigahara mentre gli altri due figli maschi o cadevano con la famiglia Toyotomi durante l'assedio di Osaka oppure fecero perdere le proprie tracce. La figlia di Yoshitsugu, Chikurin-in, era moglie di Sanada Yukimura e madre dei suoi due eredi: Sanada Daisuke (Yukimasa) e Sanada Daihachi (Morinobu). A proposito di leggende popolari, si racconta che Yoshitsugu avesse una concubina prima di Sekigahara, che dopo la sua morte divenne pazza per il dolore. Inoltre altri racconti dell'epoca nominano un certo Tsuda Sutezō dei Byakkotai come uno dei suoi discendenti.

## Altri nomi
Nel caso in cui Yoshitsugu fosse figlio di Yoshifusa, c'è una storia popolare riguardante l'origine del suo nome d'infanzia, Keimatsu (桂 松? o 慶 松?). Prima che suo figlio nascesse, Yoshifusa si lamentava della sua sfortuna con i bambini e desiderava un erede maschio. Un giorno sua moglie decise di pregare davanti a un santuario dedicato a Hachiman Daibosetsu nella loro terra. Mentre pronunciava i suoi desideri per un ragazzo, un albero di pino fu tagliato davanti al santuario e cadde davanti a lei. Strappò una porzione dei rami caduti e li mangiò augurandosi buona fortuna. 
Il suo primo nome riconosciuto fu Heima (平 馬?), che gli fu dato durante i suoi primi servizi con Hideyoshi. Gli fu dato questo nome per la sua guida della cavalleria ad Harima o per il riconoscimento del suo servizio al durante l'assedio di Miki. Alcuni anni dopo, i documenti del tempio lo associano al nome Kinosuke o Norinosuke (紀 之 介?). Si sosteneva anche che il suo nome fosse stato cambiato in Ōtani Gyōbu (大谷 刑部?). Secondo quanto riferito Gyōbu avrebbe avuto un legame rispettoso con la famiglia Genji o in onore del più alto grado di Yoshitsugu. 
Quando Yoshitsugu si ammalò di lebbra venne descritto come terribilmente pallido, cosa che portò al suo soprannome di "Volto bianco" (白頭?). Le leggende affermano che il nome potrebbe derivare da una maschera bianca che portava, un tipico abbigliamento di chi era colpito da quella malattia.

## Servitore di Hideyoshi
Di origini sconosciute, Yoshitsugu dovrebbe esser entrato nei servizi di Hideyoshi come samurai di basso rango o come servitore di Mitsunari alla fine degli anni 1570. Diverse storie affermano che il suo intelletto e il suo fascino gli fecero guadagnare molti amici, ma la legittimità di tali affermazioni è ancora dibattuta. I suoi primi successi con la famiglia Hashiba non sono noti, ma la maggior parte delle fonti sostengono che egli era tra i 700 samurai e daimyō di nome che si schierarono con Hideyoshi dopo l'incidente di Honnō-ji. Si unì a Katō Toranosuke, Fukushima Ichimatsu e altri kōshō conquistare il castello di Nagahama da Shibata Katsutoyo, nipote di Shibata Katsuie. Hideyoshi disse di Yoshitsugu durante quel periodo: "Datemi un milione di soldati e mi piacerebbe vederlo guidarli".
Le sue gesta di Yoshitsugu durante la battaglia di Shizugatake vengono tramandate tra leggende e folclore. Un resoconto afferma che fu lui a usare le sue doti per convincere Katsutoyo ad arrendersi prima della battaglia. Un'altra storia lo descrive come un coraggioso guerriero in prima linea, e si mise in evidenza con la sua magnifica lancia. L’Hitosuyanagi Kaki è famoso per aver affermato che Hideyoshi ebbe grandi elogi per Yoshitsugu e Mitsunari dopo la battaglia.
Ciò che è noto con certezza riguardo al servizio di Yoshitsugu fu che nel 1585 venne nominato Gyōbu-shōyū (ministro minore di giustizia). A quel tempo si diceva che Yoshitsugu fosse stato accettato come una delle élite all'interno della cerchia ristretta di Hideyoshi. Secondo il Uno Mondo Nikki, un documento scritto da un segretario per Kennyo, Yoshitsugu e Mitsunari erano tra gli uomini che accompagnarono Hideyoshi ad Arima Onsen nel settembre dello stesso anno e si immersero nella stessa piscina con lui.
Durante questo periodo Yoshitsugu si ammalò di lebbra. C'è una storia particolarmente famosa sul perché avrebbe potuto essere afflitto da qualsiasi malattia. Nel 1586, durante il suo soggiorno a Osaka, seguì una rivolta e che Yoshitsugu andò a sedare personalmente. Uccise 1.000 uomini per soddisfare Hideyoshi, e il sangue che schizzò su di lui lo portò a un'infezione. I Uno Mondo Nikki e Tamon-In Nikki, diari del monaco Eishun, raccontano una versione più mite della malattia di Yoshitsugu. Riportavano le voci di Yoshitsugu che cercava di ricevere sangue dalla popolazione all'interno della città, metodo che al tempo si credeva curasse le malattie. Fu anche detto che in realtà era già malato a Shizugatake, ma i suoi sintomi erano ancora lievi e non evidenti. Tuttavia la sua malattia non è stata descritta dettagliatamente nei registri storici, e la gente generalmente che credeva di essere affetta da lebbra poteva in realtà essere affetta da sifilide.
Da quel momento la storia di Yoshitsugu è raccontata da due fontiprincipali. Il Saifuku-ji Enkinsei, un presunto testo storico attualmente analizzato criticamente per la sua autenticità, sostiene che Yoshitsugu andò con Ishida Mitsunari a Kyūshū nel 1587 e lo aiutò a condurre 12.000 soldati senza grosse difficoltà. Nel 1588, il diario di Mōri Terumoto afferma che Mitsunari fu scortato da altri tre individui che erano noti per dargli frequenti consigli. Sebbene nella sua descrizione non siano indicati nomi diversi da Mitsunari, la gente dell'epoca era felice di inserire Yoshitsugu come uno di quegli uomini presenti. Come ricompensa, Yoshitsugu ricevette 50.000 koku e divenne il signore del castello di Tsuruga. Diventando il magistrato locale, divise 10.000 koku nel territorio dei vassalli Toyotomi nella sua regione. Andò con Mitsunari al castello di Odawara e fu presente durante l'assedio di Oshi, anche se i dettagli delle sue attività per entrambi i conflitti non sono chiaramente elencati. Quando Hideyoshi ordinò un'altra repressione della provincia di Kii, Yoshitsugu fu uno degli uomini che parteciparono e causò la sconfitta di Akita Sanesue. Seguì Mitsunari in varie battaglie, partecipò alla costruzione del castello di Fushimi e prese parte alle campagne coreane. All'interno di quest'ultimo conflitto, si diceva che la reputazione della sua marina fosse la gemma senza precedenti dei mari.
Yoshitsugu tornò come un famoso eroe dalla Corea e fu accolto da Hideyoshi all'interno del castello di Osaka. Fu invitato a condividere il tè con Hideyoshi durante un banchetto. Mentre i festeggiamenti tra i due si allungavano, il muco nasale di Yoshitsugu si riversò accidentalmente nella sua ciotola da tè. Yoshitsugu stava per andarsene in imbarazzo finché Hideyoshi non lo notò. Esprimendo che la sua gola era inaridita, chiese a Yoshitsugu di dargli la stessa ciotola con il moccio. Quando gli fu dato, Hideyoshi dichiarò che il liquido sarebbe stato squisito dalle mani capaci del suo servitore e lo bevve come se nulla fosse. Piangendo per la prima volta nella sua vita adulta, Yoshitsugu da quel momento in poi giurò fedeltà alla famiglia Toyotomi in segno di gratitudine.
Il racconto secondario non così popolare ma ragionevole descrive Yoshitsugu costretto a letto dalla sua malattia. Il Rokuon-In Chiroku, che si dice sia il diario del monaco capo di Kinkaku-ji durante questo periodo, afferma che la sua malattia era avanzata nei suoi stadi gravi e Yoshitsugu non aveva lasciato l'area immediatamente circostante della sua residenza per cinque o sei anni. Il suo corpo non era in grado di sopportare viaggi intensi, il che significa che non poteva navigare oltreoceano o prendere parte a pesanti campagne. Nonostante ciò che dice il precedente racconto, non partecipò alle festività della campagna coreana a causa del suo stato. Fu riportato che lasciò la sua casa una volta nel 1598 per celebrare l'introduzione di Hideyori alla corte.

## Sekigahara
Dopo la morte di Hideyoshi, Yoshitsugu pianificò di allearsi con Tokugawa Ieyasu. Nel 1599 Yoshitsugu raccolse i suoi uomini e si trasferì con le truppe Tokugawa fino al castello di Tarui. Secondo il Keicho Kenmonshu, Mitsunari si trovava al castello di Sawayama e invitò Yoshitsugu. Sebbene fosse cieco a causa della sua malattia quando entrò nei cancelli, Yoshitsugu fu sconvolto nel trovare soldati armati che lo aspettavano ed ebbe un rancore silenzioso nei confronti di Mitsunari. Imperterrito, Mitsunari lo presentò al suo vassallo, Shima Sakon. Sakon capovolse le percezioni di Yoshitsugu dell'esercito occidentale, che comunque voleva rimanere nei ranghi di Ieyasu poiché credeva che Mitsunari non potesse vincere. Tuttavia, per una ragione o per l'altra, Mitsunari riuscì a convincere Yoshitsugu a disertare e unirsi all'esercito occidentale. Una storia afferma che Ieyasu era a conoscenza dei talenti di Yoshitsugu ed era pronto ad offrire 12.000 koku per avere i suoi servizi. L'improvviso cambio di alleanza di Yoshitsugu sorprese enormemente Ieyasu.
Per quanto riguarda il motivo che fece cambiare idea a Yoshitsugu le ragioni rimangono un enigma ancora oggi. Nessuno sa veramente perché Yoshitsugu lo abbia fatto poiché non ci sono solide testimonianze. Ci sono molte storie dell'epoca sul motivo per cui potrebbe avere cambiato alleanza ma non hanno prove storiche. La credenza popolare del periodo Edo vuole che si è unì a Ishida per l'amicizia che li legava. Yoshitsugu stava pensando di unirsi a Ieyasu e chiese tre volte a Mitsunari di unirsi a lui. Sebbene Yoshitsugu sapesse che era una causa fallimentare, non poteva dimenticare i legami con il suo amico. Un'altra storia afferma che la moglie di Sanada Yukimura fu tenuta in ostaggio dall'esercito occidentale. Legato alla famiglia Sanada a causa del matrimonio della figlia, fu costretto a unirsi alle armate occidentali per la sua sicurezza. Un'altra storia vuole che Yoshitsugu fosse in conflitto con Ukita Hideie e che volesse unirsi a Ieyasu solo per evitarlo. Mitsunari fece mediatore tra le due parti, convincendo infine Yoshitsugu a rimanere.
Qualunque sia la ragione, Yoshitsugu combattė per la famiglia Toyotomi da quel momento in poi. Si dice che avesse sottostimato Maeda Toshinaga e i pericoli del Asainawate, conducendolo alla battaglia con Niwa Nagashige. Le sue altre attività prima della battaglia di Sekigahara non sono chiaramente note, ma si diceva che avesse suggerito a Mitsunari di ricollocare la sua base principale la notte prima del conflitto. Yoshitsugu comandò un esercito di 600 uomini circa per la battaglia. Aveva altri tre subordinati sotto il suo comando: Hitatsuka Tamehiro con 900 truppe, suo figlio, Yoshikatsu, con circa 2.500, e Kinoshita Yoritsugu con 1.000. Secondo il Sekigahara Gunki Taisei Yoshitsugu era a conoscenza dei piani di Kobayakawa Hideaki, ma era impotente a impedire che ciò accadesse. 
Una volta che l'esercito di Kobayakawa di 15.000 uomini caricò la montagna verso l'Occidente, l'esercito di Yoshitsugu si ergeva come unico scudo a sbarrare la loro avanzata. Composto da ottimi guerrieri sembrerebbe che Yoshitsugu abbia avuto il sopravvento per il primo assalto (l'esercito di Kobyakawa ebbe 370 morti o feriti mentre gli Ōtani subivano circa 180 perdite). Tuttavia, l'esercito di Tōdō Takatora si scagliò contro il fianco di Yoshitsugu. La Ietada Nikki registra il quarto figlio di Sakon, Shima Kiyomasa, nelle file di Yoshitsugu che tentò di uccidere Takatora in un assalto. Tuttavia Kiyomasa fu abbattuto e ucciso da un generale orientale chiamato Takagi Heizaburō. Il destino di Kiyomasa rispecchiava la situazione dei fianchi degli uomini di Yoshitsugu poiché erano attaccati da tutti i lati da numeri schiaccianti. Completamente sconfitto, Yoshitsugu perse terreno e si dice che commise seppuku. Supponendo che fosse conosciuto come Yoshitaka, a Sekigahara gli fu posta una lapide.
Ci sono due famosi resoconti dei suoi ultimi momenti, anche se entrambi sono di discutibile autenticità. Nel Keicho Nenjuki Yoshitsugu non fu in grado di muoversi e diede ordini ai suoi subordinati attraverso una portantina. Mentre la battaglia con Kobayakawa continuava, istruì il suo vicino servitore, Yuasa Gosuke, ad informarlo nel momento in cui la battaglia risultasse persa. Molte volte le grida per la sconfitta echeggiarono nel campo di Yoshitsugu, eppure Gosuke continuò a insistere sul fatto che l'attacco di Hideaki potessero ancora essere fermato. Una volta che Gosuke ammise la sconfitta, Yoshitsugu chiese al suo servitore di assisterlo mentre commetteva seppuku. Gosuke aveva promesso in precedenza al suo signore che avrebbe nascosto la testa in modo che non fosse presa dal nemico, ma morì in battaglia mentre tentava di fuggire dall'esercito di Takatora. 

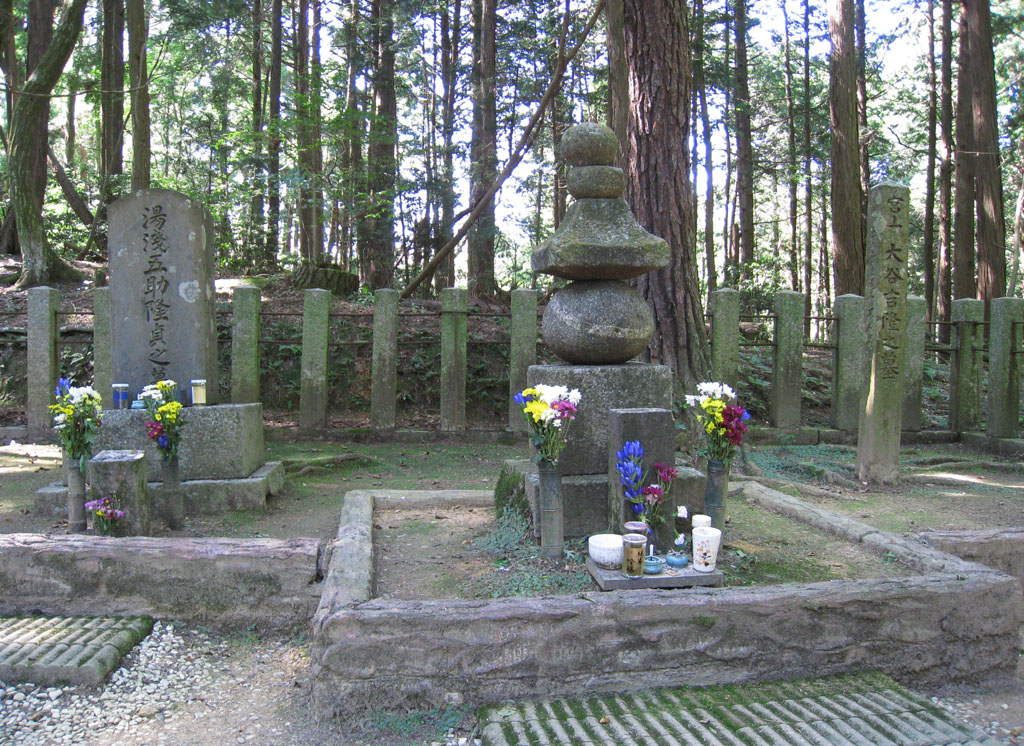
Tomba di Ōtani Yoshitsugu a Sekigahara

L'altra storia ha le sue radici durante la montagna del folklore sviluppata nel periodo Edo. Hiratsuka Tamehiro, generale agli ordini di Yoshitsugu, fu l'unico a riferirgli la notizia della sconfitta e Yoshitsugu fu dolorosamente pentito di non aver potuto fermare Hideaki. Nel suo rimorso Tamehiro cantò una poesia per incoraggiare il suo signore a suicidarsi, tradotta approssimativamente con le parole "che potrei abbandonare la tua vita per il tuo nome, per incontrare la tua fine improvvisa del mondo così mestamente". Yoshitsugu apprezzava la lealtà dietro le parole di Tamehiro e rispondeva con la sua poesia: "Che noi possiamo impegnarci nei sei Sentieri, e aspettare un po 'di tempo per riunirci ancora una volta sulla vita futura". Quando la sua risposta fu inviata, Tamehiro non riuscì a leggerlo poiché era già stato ucciso dai soldati di Kobayakawa. Rivolgendosi a Gosuke quando era pronto per la propria morte, Yoshitsugu chiese al suo servitore di aiutarlo e di nascondere la testa al nemico. Mentre era ancora sulla portantina Yoshitsugu si pugnalò lo stomaco e la sua testa fu tagliata da Gosuke. Si disse che Gosuke avesse ordinato che la testa del suo signore fosse sepolta in segreto prima di compieri lui stesso seppuku.
La foto allegata mostra la tomba di Gosuke sulla sinistra a due passi dietro a quella di Yoshitsugu: sembra che in questo modo Gosuke possa fare la guardia a Yoshitsugu anche nella vita dopo la morte. Sulla destra della tomba di Yoshitsugu c'è quella di Ōtani Yoshitaka, probabilmente un altro nome di suo figlio Yoshikatsu che combatté nella battaglia di Sekigahara. (La scritta sui memoriali di pietra nella fotografia identifica la tomba di Yuasa Gosuke e Ōtani Yoshitaka. Sebbene non si possa rilevare alcun nome sul monumento di pietra centrale, si presume che sia quello di Yoshitsugu perché è anteriore, centrale e riflettente del relazione tra Yoshitsugu e gli altri due).
È anche nota una variazione radicale della storia, nella quale Gosuke protegge la testa di Yoshitsugu dal ritrovamento: in questa versione, si fa decapitare per distogliere l'attenzione sui resti del suo padrone. L'esercito orientale scambiò la testa di Gosuke per quella di Yoshitsugu e si dice che la vera testa non sia mai stata trovata.
Indipendentemente dal fatto che fosse un eroe o no, Yoshitsugu continua a essere celebrato per il suo spirito samurai e la lealtà ai suoi doveri. La sua tragica fine è uno dei racconti popolari più famosi di Sekigahara.